# Sedantag

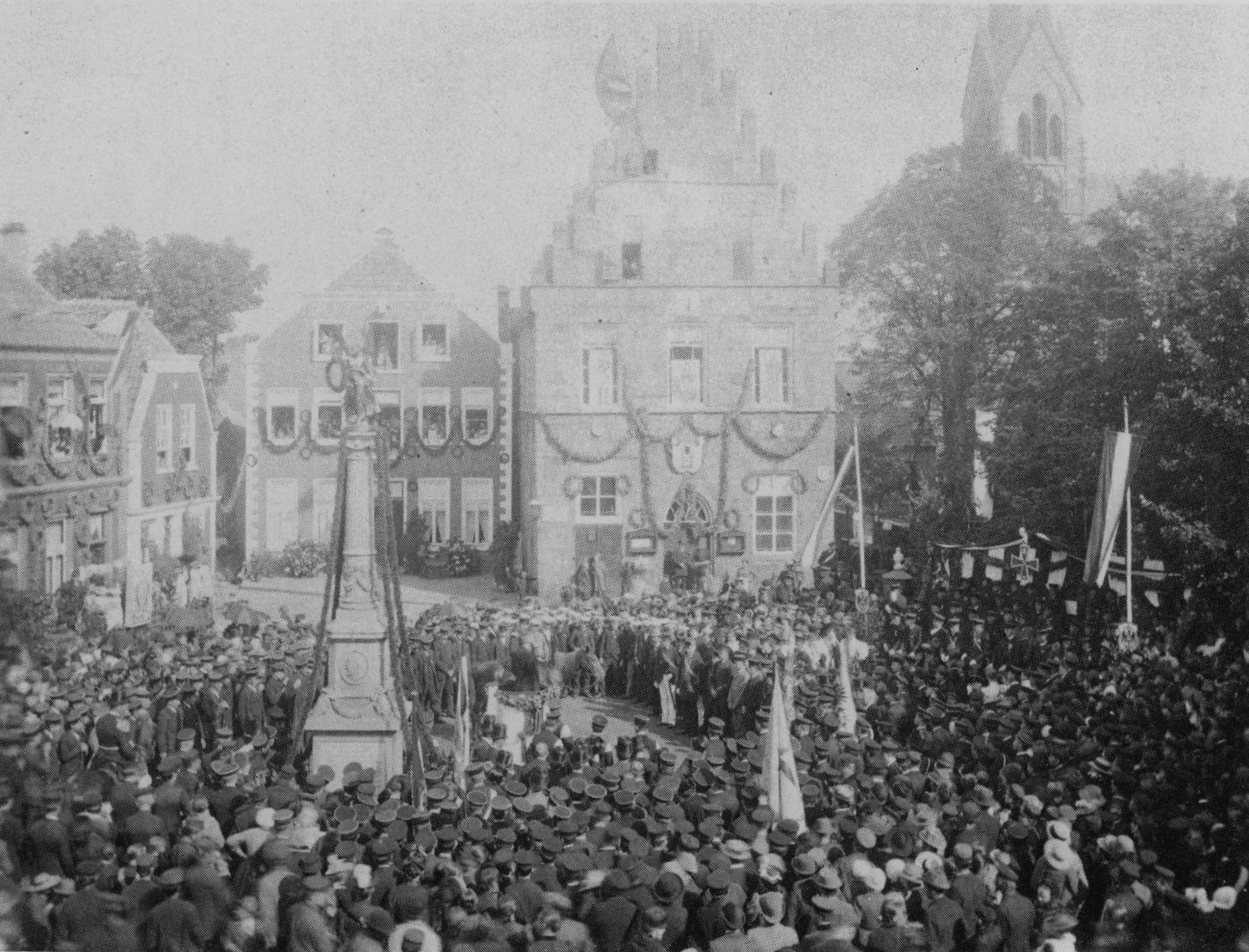
Viering van Sedantag in Schüttorf, 1895.

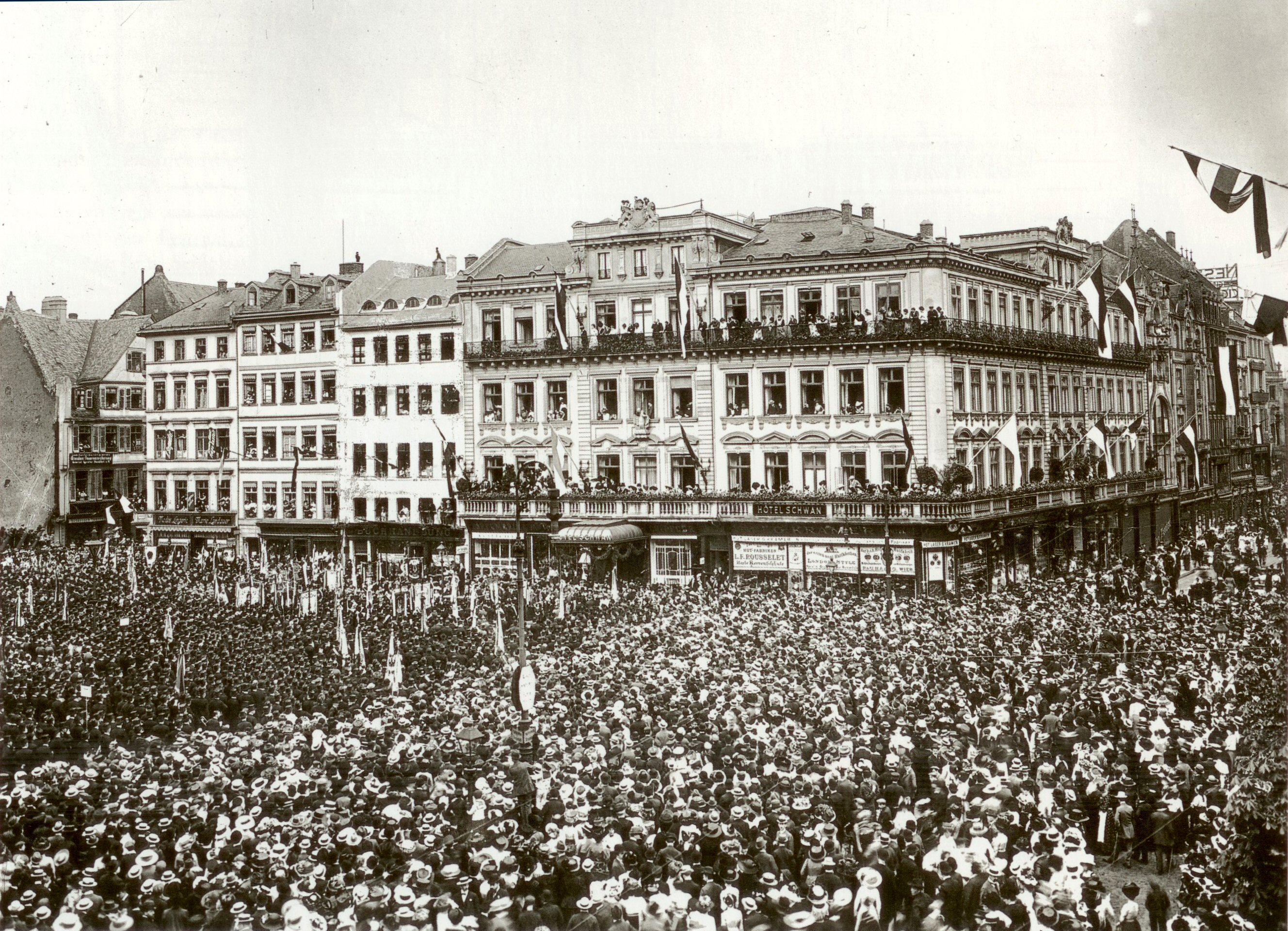
Viering van Sedantag in Frankfurt, 1895.

De Sedantag (Nederlands: Dag van Sedan) was een feestdag die in het Duitse Keizerrijk werd gevierd op 2 september.
Op deze dag werd herdacht dat tijdens de Frans-Pruisische Oorlog of Frans-Duitse oorlog van 1870-1871 het Duitse leger op deze datum bij de Noord-Franse stad Sedan het Franse leger van keizer Napoleon III had verslagen en de keizer met zijn manschappen gevangen had genomen.
De overwinning in deze veldslag zou uiteindelijk leiden tot de algehele Duitse overwinning in deze oorlog.